# 윌리엄 레이놀즈

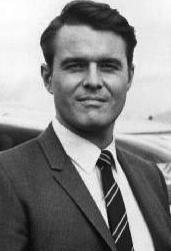

윌리엄 레이놀즈(William Reynolds, 1931년 12월 9일 ~ )는 미국의 배우이다.
로스앤젤레스에서 태어났다.

## 출연 작품
- 폴로우 미, 보이즈! (1966년)
- 랜드 언노운 (1957년)
- 미스터 코리 (1957년)
- 데어스 올웨이즈 터마로우 (1956년) - 빈센트 '비니' 그로브스 역
- 컬트 오브 더 코브라 (1955년)
- 순정에 맺은 사랑 (1955년)
- 프란시스 고즈 투 웨스트 포인트 (1952년)
- 캐리 (1952년)
- 해스 애니바디 신 마이 겔 (1952년)
- 사막의 여우 (1951년)

### 텔레비전
- FBI (1966-74)